# UQ Holder!
UQ Holder! (яп. ユーキュー ホルダー Ю: Кю: Хоруда:) — манга Акамацу Кэна, публикующаяся с 2013 года. Действие происходит в той же вселенной, что и в Negima!: Magister Negi Magi, но 80 лет спустя.

## Сюжет
Действие происходит в 2086 году, через 10 лет после того как мир узнал о магии. Тота Коноэ — обычный деревенский мальчик, мечтающий покинуть деревню и подняться на вершину башни. Но его учитель и опекун Юкихимэ разрешит ему это сделать только при условии, что он победит её. Даже нападая на неё каждый день, в месте с друзьями, он так и не добился победы. Но вот, однажды, поверив словам охотника за головами, притворившегося их учителем, он даёт Юкихимэ браслет блокирующий её магическую силу и вместе с друзьями устраивает ей западню. Но это была ловушка и охотник вырубает друзей Тоты и смертельно его ранит. Юкихимэ рассказывает, что она вампир и даёт Тоте выпить своей крови в результате чего он сам становится вампиром, побеждая охотника. Теперь Тота не может оставаться в деревне и они с Юкихимэ уходят. Так начинаются приключения Тоты в мире бессмертных, где магия и наука развиты так, что почти не различимы.

## Персонажи

### Главные герои
Тота Коноэ (近衛刀 Коноэ То: та)
№ 7 в UQ Holder. Тота главный герой истории, 14-летний мальчик. 2 года назад его родители погибли в автокатастрофе, а Тота потерял память. Его опекуном стала Юкихиме. После стычки с охотником за головами, выпив кровь Юкихимэ, стал вампиром. Мечтал стать певцом, но после того как узнал, что не вырастет и голос не изменится, бросил эту затею. Не любит драки, но хочет стать сильным, так как это единственный его талант. Является внуком Нэги Спрингфилда (главного героя Negima!: Magister Negi Magi). Вступает в организацию UQ Holder, пройдя испытание в подземелье. Во время испытания получает меч, который может уменьшать или увеличивать свой вес(нужно покрутить кнопку на рукояти меча). Этот меч создал Альбирео Имма. Унаследовал Магию Эребии, что позволяет ему поглощать магию и увеличивать свою силу. Характер Тоты очень сильно напоминает характер его дедушки Нэги Спрингфилда.
Юкихимэ (雪姫)/Евангелина АК Макдауэлл (エヴァンジェリン· AK ·マクダウェ) 700-летний бессмертный вампир. После расставания со своими друзьями из Negima! Евангелина берет себе псевдоним Юкихимэ, что дословно означает Снежная Принцесса. Является одной из основателей UQ Holder. Обычно появляется в своей взрослой форме, но при необходимости может принять и форму ребёнка (настоящая внешность). После смерти родителей Тоты становится его опекуном, а во время инцидента с охотником превращает его в вампира, чтобы спасти его жизнь. Относится к Тоте как к младшему брату.
Куромару Токисака (時坂九郎)
№ 11 в UQ Holder. Первоначально был послан своим кланом убить Юкихимэ, но проиграв Тоте в бою подписал с ним договор дружбы и стал путешествовать вместе с ним. Является бессмертным. Способен в мгновение залечить пробитую грудную клетку. Родом из клана, в котором дети рождаются бесполыми и могут выбрать свой пол только, когда им исполнится 16. Считает себя мальчиком. Хочет выбрать мужской пол, так как хочет стать лучшим другом Тоты, но сам испытывает к нему противоречивые чувства.

### UQ Holder
Джимбэй Шишидо (宍戸甚)
№ 2 в UQ Holder. 1400 лет назад Джимбэй съел русалку и получил бессмертие, но его бессмертие не такое сильное. Именно поэтому все его тело покрывают глубокие шрамы. Два года провел в подземелье из-за того, что разозлил Юкихимэ.
Карин Юки (結城夏)
№ 4 в UQ Holder. Она очень предана Юкихимэ после того, как та спасла её в прошлом. Ревнует Юкихимэ к Тоте. В 152 главе в диалоге с Тотой раскрывается история получения ею бессмертия. Она являлась одним из учеников Иисуса Христа, и за свое предательство была проклята. По словам Юкихиме, «проклятие» Карин является благословением ее учителя. Поэтому её дали прозвище Святая Стали. Известно, что благодаря ему не стареет уже долгое время. Суть её бессмертия в том, что она чувствует боль, но раны не получает (спокойно сидела на поверхности луны).
Кириэ Сакурамэ (桜雨キリ)
№ 9 в UQ Holder. Она очень богатая девушка и главный спонсор организации. У неё есть способность, позволяющая создать точку сохранения и во время её смерти, время во всем мире перематывается назад, и Кириэ вновь оказывается перед точкой сохранения, поэтому всегда носит с собой ножик и капсулу с ядом, чтобы, если понадобится, убить себя. Также она может перемещаться вместе с другими людьми, если они держатся за неё.
Икку Амэя (飴屋一)
№ 10 в UQ Holder. В отличие от других членов UQ Holder, которые достигли бессмертия в результате действия сверхъестественных сил, Икку получил своё заменив почти всё тело на кибернетические имплантаты, которые содержат несколько видов оружия. Имеет несколько тел разного возраста (были показаны 23 и 14). Настоящий возраст около 80 лет. Имеет доступ и умеет управлять Нэко-пушкой из Negima!.
Санта Сасаки (佐々木三太)
№ 12 в UQ Holder. Он был студентом Amano-Mihashira, которая была создана на месте Академии Махора. Был убит в 2004 году, но его воскресила его подруга некромант Саёко. Впервые появился в истории как сосед по комнате Тоты и Куромару. Был подозреваемым в серии убийств, но настоящим виновником была Саёко, которая устроила зомби апокалипсис собрав сотни злых духов. При помощи Тоты и его друзей, Санта остановил план Саёко, а Кириэ вернула время вспять до наступления апокалипсиса и Тота предложил ему стать хранителем.

## Список литературы
- UQ Holder(1 том) (На японском языке). Источник 23 декабря 2013.
- UQ Holder(2 том) (На японском языке). Источник 26 августа 2014.
- UQ Holder(3 том) (На японском языке). Источник 26 августа 2014.
- UQ Holder(4 том) (На японском языке). Источник 26 августа 2014.